# Берт Воллі
Герберт Воллі (англ. Herbert Whalley; 6 серпня 1913, Ештон-андер-Лайн, Англія — 6 лютого 1958, Мюнхен, Західна Німеччина), більш відомий як Берт Воллі (англ. Bert Whalley) — англійський футболіст, який виступав за «Манчестер Юнайтед» з 1934 по 1946 рік, а згодом працював в клубі тренером. Загинув у мюнхенській авіакатастрофі 6 лютого 1958 року.

## Біографія
Воллі народився в місті Ештон-андер-Лайн, Ланкашир. Виступав за клуб «Стейлібридж Селтік». У травні 1934 року перейшов в «Манчестер Юнайтед». За основний склад клубу дебютував 30 листопада 1935 року в матчі Другого дивізіону проти «Донкастер Роверс». Провів за клуб 38 матчів.
У воєнний час виступав як запрошений гість за «Болтон Вондерерз», «Ліверпуль» і «Олдем Атлетік».
В 1945 році був запрошений Меттом Басбі в тренерський штаб «Манчестер Юнайтед», ставши тренером основного складу.
У лютому 1958 року Воллі загинув у мюнхенській авіакатастрофі.
У 2011 році Берта Воллі зіграв британський актор Дін Ендрюс у фільмі «Юнайтед», що оповідає про «малюків Басбі».